# Carcere di Buoncammino
Il carcere di Buoncammino è stato la casa circondariale della città di Cagliari per circa 120 anni, incluso l'intero Novecento.
Situato sul Colle di San Lorenzo, nella parte nord-ovest del quartiere Castello, deve il suo nome alla chiesa allora presente dedicata alla Nostra Signora del Buoncammino, oggi Chiesa di San Lorenzo.
L’ex carcere sorge su uno degli 11 antichi colli della città di Cagliari, oggi per lo più scomparsi a causa del consumo urbanistico del suo territorio, in parte appianati dall’attività di scavo per l’estrazione di materiale da costruzione, in parte coperti dalle esistenti unità abitative. Estensione naturale del colle su cui sorse Castel di Castro esso non fu inglobato nel primo impianto pisano della città ma ne rimase extra-muros e così per lunghi secoli fu completamente inedificato. La prima costruzione di cui si ha una memoria storicamente documentata è la chiesa romanica di San Brancas del cui primo impianto non si è certi, ancora oggi esistente e nota come chiesa dei SS. Lorenzo e Pancrazio o Beata Vergine del Buoncammino.
Nel 2014 è stato chiuso e i detenuti fino a quel momento ivi reclusi sono stati trasferiti nel nuovo carcere nel comune di Uta.
La struttura offrì un'altissima garanzia di sicurezza, tant'è che nessuno nel corso della storia del carcere è mai riuscito ad evadere. Proprio per questa sua durezza, a Cagliari circola ancora oggi la leggenda secondo cui uno dei progettisti, preso dal rimorso per tale opera, si sarebbe suicidato perché un parente, finito in carcere, gli avrebbe detto: "Sei stato un mostro, hai costruito un mostro".

## Storia

### La costruzione a fine '800
In una seduta del 1854 la Giunta municipale unanimemente deliberò di costruire un carcere succursale che facesse d'appoggio agli altri luoghi di detenzione della città, per tentare il miglioramento delle condizioni delle Regie Carceri. 
Il progetto fu affidato all'ingegner Imeroni e il 2 luglio 1855 entrò in funzione il carcere succursale detto di Buoncammino, sorvegliato da un Corpo di Guardia Militare. 
"I detenuti erano, allora, distribuiti nel principale carcere cittadino, il complesso di San Pancrazio e nelle carceri succursali, la Torre dell’Elefante e dell’Aquila destinata principalmente ai prigionieri politici e l’Ergastolo della Darsena, a queste carceri (con una capacità dichiarata di circa 550 individui) si aggiungeva il Bagno penale di S. Bartolomeo che dal 1842 ospitava i detenuti destinati ai lavori forzati. 
Erano gli anni in cui in tutta l’Europa si diffondeva in modo grave e veloce il morbo del colera, tanto da poter parlare di vere e proprie pandemie di colera, per arginare le quali furono elaborate azioni di controllo e prevenzione anche da parte della Commissione Sanitaria del Regno di Sardegna. A tali controlli non si sottrasse la città di Cagliari, dove si operò al fine di verificare eventuali focolai del morbo ed individuare le zone più soggette a rischio, tra queste ultime le Regie Carceri occupavano il primo posto, poiché in esse la popolazione detenuta si trovava ristretta in sovrannumero in condizioni igienico sanitarie davvero precarie.
Il carcere succursale fu quindi edificato per decongestionare la situazione nelle esistenti Regie carceri, in primis quella di S. Pancrazio, per evitare che da lì il colera potesse diffondersi nella città.
È importante rilevare che la paura della diffusione del colera spinse a partire dal 1854 ad azioni congiunte tra le forze militari e civili, finalizzate a trovare una soluzione per arginare eventuali focolai di contagio e, finalmente, il 9 novembre 1854 fu presentata una relazione per l’approvazione del contratto relativo all’appalto delle opere da eseguirsi nel locale di Buoncammino per adattarlo a carcere succursale. Tale locale, occupato da una parte delle truppe di guarnigione in questa città per la difesa della Caserma Carlo Alberto risultava il più appropriato. 
Uno dei primi Direttori fu il chimico e patriota palermitano Cristoforo Muratori, inventore di prodotti ignifughi e creatore del primo giubbotto antiproiettile, trasferito da Cagliari a Genova nel 1866 in seguito a delle vicende che lo videro imputato, nel 1867, con l’accusa di truffa e sottrazione ai danni dei detenuti del carcere di Cagliari, al tempo in cui era direttore del penitenziario. Successivamente divenne Direttore dei penitenziari riuniti nella città di Cagliari Domenico De Sica, abitava nel piano superiore dell’edificio delle Siziate presso la Torre di San Pancrazio dove nacque nel 1867 il figlio Efisio, padre del famoso attore e regista Vittorio De Sica.
E mentre in Italia nasceva lo Stato unitario, nelle stanze del Parlamento (ad iniziare da quello Subalpino) si dibatteva anche della necessità di por mente, mano e cuore al miglioramento dello stato delle carceri, giudiziarie e detentive, che fossero all’altezza della nazione civile che si andava costituendo. In quest’ambito rientrano non solo le leggi istitutive delle strutture carcerarie che furono dislocate nel territorio del nascente Stato, ma anche la tutela e la salvaguardia del principio ormai consolidato del carcere come luogo di riabilitazione del reo; le strutture dovevano quindi rispondere a requisiti essenziali che permettessero innanzi tutto la tutela della
dignità umana e la rieducazione del detenuto.
Per diverse circostanze il carcere succursale cessò di essere temporaneo ma divenne la base del successivo ampliamento richiesto dal pesante sovraffollamento e dalle condizioni igienico-sanitarie precarie. Infatti, negli anni ’60 del 1800 fu istituita una Commissione parlamentare d’inchiesta sulle condizioni politiche, economiche e sociali della Sardegna. Uno dei suoi componenti fu il deputato Paolo Mantegazza. Il quadro emerso spingeva a risolvere il problema delle carceri e fu così che nacque la Legge del 16 febbraio 1862, n. 471 “Che autorizza una spesa straordinaria per la costruzione di un carcere penitenziario a sistema cellulare presso la città di Cagliari”. Questo è il punto di partenza effettivo del carcere di Buoncammino come noi lo conosciamo. Le lungaggini burocratiche, la copertura finanziaria, l’opposizione locale furono, insieme, fattori che ritardarono i lavori e si arrivò alla presentazione nel 1886, un ventennio più tardi, della nuova “Proposta di Legge per l’ampliamento del carcere di Buoncammino e per eseguirne i lavori in economia con l’opera dei condannati”. Tale proposta fu discussa il 20 aprile del 1887 alla Camera dei Deputati.
L'opera fu compiuta tra il 1887 e il 1897 ad opera degli ingegneri Bulgarini e Ceccarelli: l'edificio sorse ai margini del Viale del Buoncammino, da li il nome alla struttura, ed attualmente copre una superficie di 15.000 metri quadrati rappresentando la più grande struttura edilizia della città.
Vista la grave situazione in cui versava lo stato delle carceri a Cagliari, si decise ancor prima che fossero ultimati i lavori, all'inizio del 1896, di trasferirvi i detenuti, circa 600 tra uomini e donne, provenienti principalmente dal complesso carcerario di San Pancrazio ponendo fine dopo tre secoli e mezzo di vita al complesso carcerario, legato alla temuta Torre, ancora oggi visibile e visitabile. Anche la Direzione delle Carceri lasciò definitivamente il palazzo delle Seziate in Piazza Indipendenza per trasferissi nel nuovo penitenziario.

### Il XX secolo
La struttura dell'epoca era leggermente diversa da quella attuale: l'ingresso del carcere si presentava con un grande portone ligneo d'inizio secolo, varcato questo si accedeva ad un camerone adibito a Corpo di Guardia e ad un ingresso per i familiari dei detenuti. Dopo un secondo cancello, si accedeva al piazzale con due scalinate contrapposte che portavano su un terrapieno e da qui si accedeva ad una palazzina, sede della direzione e dell'amministrazione, e ad un secondo corpo di guardia che dava l'accesso ad un cortile, da dove si diramavano i due reparti principali quello Destro e quello Sinistro, riservati ai detenuti maschi. L'infermeria era raggiungibile attraverso il corridoio che portava al Reparto Sinistro, mentre al reparto femminile si arrivava percorrendo il corridoio che porta al Reparto Destro. Proprio di fronte al cortile un ulteriore cancello permetteva di accedere alla caserma della Polizia Penitenziaria, ex carcere dei minori, e alla sala mensa.
Nel corso di questo secolo ha subito un'infinità di trasformazioni: tra le tante ristrutturazioni, sono state eliminate le bocche di lupo, e si sono poi ampliati alcuni cameroni per dare spazio alle attività culturali e alla scuola.
Ai quattro angoli ci sono le garrite ottagonali, sostenute da un basamento in calcare dotate di piccole aperture laterali; sono coperte da una cupoletta a spicchi con una pigna sulla sommità, al loro interno quattro archi a tutto sesto, lungo le mura il camminamento dove, in passato le Guardie del Re e successivamente la Polizia Penitenziaria, vigilavano giorno e notte per la sicurezza del carcere.
Per quanto la struttura di Buoncammino sia innovativa, tra la fine dell'Ottocento e l'inizio del Novecento la situazione dello stato dei detenuti è difficile: il carcere riesce ad ospitare circa 600 detenuti ma in alcuni periodi anche 1000, il vitto consta in un piatto di minestra e in seicento grammi di pane al giorno. Non è raro vista la situazione del tempo che qualcuno preso dalla disperazione ricorra al suicidio. L'istruzione è riservata solo ai minorenni e ad insegnare loro è un vecchio maestro detenuto nel carcere, poi i Cappellani ed infine i membri dell'Opera di Redenzione Sociale di Cagliari. La situazione scolastica cambierà radicalmente solo nel 1953. Già tra le due guerre però l'insegnamento scolastico diventò più regolare, aumentò il numero dei detenuti lavoranti e si migliorano le condizioni sanitarie. Un'interruzione a questo momento di sviluppo è causato dalla seconda guerra mondiale: infatti, a causa delle fobie della guerra, si decise dopo il bombardamento del 17 febbraio del 1943 di sfollare i detenuti in luoghi di pena più sicuri. L'attività del carcere riprenderà solo nel febbraio del 1944 tra mille difficoltà e problemi legati alla guerra e all'isolamento col resto del paese.

### Il dopoguerra
Finita la guerra, nel 1950, col direttore Dante Melis prende vita un nuovo periodo. Viene proiettato un film per la popolazione detenuta, la partecipazione avviene in massa e il fatto rappresenta un momento tanto importante che se ne dà notizia sui giornali. Nel 1953 furono istituiti nuovi corsi scolastici affidati a insegnanti provenienti dalla scuola di Santa Caterina: i carcerati minorenni finalmente potevano conseguire la licenza elementare.
Questo rinnovamento proseguì per un quindicennio con il Direttore Antonio Puliati, che attuò una vera trasformazione del penitenziario.
Furono eliminati i camerotti (le celle dove soggiornavano i detenuti) per dare spazio a celle più grandi con bagno e servizi igienici adeguati, il reparto docce fu ampliato, pian piano le celle furono attrezzate di TV, scomparve l'antica cucina a legna, furono installati i termosifoni e l'impianto per l'acqua corrente.
L'opera di Puliatti fu portata avanti negli anni settanta dal Direttore Umberto Forte: nel 1975 le suore della Redenzione lasciarono il posto di guardiane delle detenute ad una nuova figura professionale, la vigilatrice (che nel 1990 diverrà Polizia Penitenziaria) e nel 1978 si assiste alla chiusura del carcere dei minori che lasciarono Buoncammino per il nuovo complesso di Quartucciu, esclusivamente adibito alle loro necessità.
Una svolta decisiva per lo stato dei detenuti fu l'emanazione della legge 354 del 26 luglio 1975, una normativa proiettata alla rieducazione e al reinserimento nella società del detenuto, ma questo non avvenne a Cagliari, in quanto il carcere ottocentesco non permetteva, per via della mancanza di spazi, l'attività sportiva, la ricreazione ed altre attività culturali per attuare tutte quelle riforme atte a garantire il recupero del condannato.
Gli anni settanta sono un periodo di tranquillità: la popolazione detenuta è più disciplinata, il personale di custodia più comprensivo ed a guidare questo nuovo corso furono i Direttori Ovidio Cherchi e Gaspare Sparacia. Negli anni ottanta l'ammodernamento dell'Istituto fu ripreso dal nuovo Direttore Pasqualino Granata. Scompaiono definitivamente le bocche di lupo e i detenuti possono godere di una maggiore illuminazione, le celle diventano più arieggiate e migliorano anche le condizioni igieniche.
È proprio Granata che fa murare nel piazzale del carcere la lastra marmorea con suscritto l'art. 27 della Costituzione "Le pene non possono consistere in trattamenti contrari al senso di umanità e devono tendere alla rieducazione del condannato".
Nel 1998 muore Pasqualino Granata e il posto di Direttore rimane per più di un anno vacante.
Nel 1999 viene nominato direttore titolare Gianfranco Pala, già direttore della Casa di Reclusione dell'Asinara. Pala fu l'ultimo direttore del carcere dell'isola e l'ultimo direttore del carcere di Buoncammino, in quanto rimase in carica fino alla chiusura nel novembre del 2014.
All'inizio degli anni 2000 la situazione del carcere era particolarmente difficile, a causa del sovraffollamento, del degrado dell'antico edificio, e della carenza di organico del personale.
I parenti dei detenuti difficilmente avevano la possibilità di incontrare i congiunti, e mancavano nella casa di reclusione spazi dedicati a persone che soffrono di problematiche particolari, fatto che ha spinto anche vari detenuti al suicidio.
Attualmente, l'ex carcere è sede della Commissione Territoriale per il Riconoscimento della Protezione Internazionale di Cagliari e del Provveditorato regionale della Sardegna del Dipartimento dell'Amministrazione Penitenziaria.